# ویلیام هورسلی گانت
ویلیام اَندرو هورسلی گانت (انگلیسی: William Andrew Horsley Gantt؛ ‏ ۲۴ اکتبر ۱۸۹۲ – ۲۶ فوریهٔ ۱۹۸۰) فیزیولوژیست و روان‌شناس اهل ایالات متحده آمریکا بود. وی در زمان مرگش در سال ۱۹۸۰، یکی از دو دانشجوی بازمانده فیزیولوژیست شهیر روسی ایوان پاولف بود. او پنجاه و شش سال از زندگی حرفه ای خود را صرف گسترش پژوهش‌های تجربی اولیه پاولوف در زمینه شرطی سازی کلاسیک کرد. او همچنین به دلیل تحقیقاتش در حوزهٔ فیزیولوژی شهرت دارد.
گانت در سال ۱۹۱۷ از دانشگاه کارولینای شمالی مدرک کارشناسی علوم دریافت کرد و سه سال بعد در سال ۱۹۲۰ از دانشگاه ویرجینیا دکترای پزشکی گرفت. وی سپس دورهٔ دستاری پزشکی را زیر نظر جان ویلیام مک‌نی در مدرسه پزشکی یوسی‌ال گذراند و آسیب‌شناسی کبد را بررسی و تحقیق کرد. او بنیان‌گذار آزمایشگاه پاولوف در کلینیک روان‌پزشکی فیپس در دانشگاه جانز هاپکینز و بنیان‌گذار ژورنال علمی «بازتاب‌های شرطی‌» بود.
وی در سال ۱۹۳۴ عضو انجمن پیشبرد علوم آمریکا گردید و به ترتیب در سال‌های ۱۹۴۵ و ۱۹۵۰ میلادی برندهٔ جایزه لسکر و جایزهٔ انجمن قلب آمریکا شد. وی در سال ۱۹۷۰ یکی از نامزدهای دریافت جایزه نوبل فیزیولوژی یا پزشکی بود که البته موفق به کسب آن نشد.

## برای مطالعۀ بیشتر
- Wegener, Gregers (2016-03-30). "Horsley Gantt". International Network for the History of Neuropsychopharmacology (به انگلیسی). Retrieved 2019-01-04.
- McGuigan, Frank J.; Ban, Thomas A. (1987). Critical Issues in Psychology, Psychiatry, and Physiology: A Memorial to W. Horsley Gantt (به انگلیسی). Taylor & Francis. ISBN 9782881241376.
- Ramsden, Edmund (June 2018). "A Neurotic Dog's Life: Experimental Psychiatry and the Conditional Reflex Method in the Work of W. Horsley Gantt". Isis. 109 (2): 276–301. doi:10.1086/698241. S2CID 149600817.